# CMP FAT
CMP FATは、第二次世界大戦期にカナダのフォード・カナダ社、ゼネラルモーターズ・シボレー・カナダ社で開発されたCMPトラックの派生型で、砲兵トラクター型の車両である。CMPトラックと同様に、イギリス軍、カナダ軍、イギリス連邦軍で使用された。

## 概要
1940年から1945年にかけて大量生産されたCMPトラックは、フォード・カナダ社とGMシボレー・カナダ社において、イギリス軍の要求に基づく共通の仕様で製造された軍用トラックシリーズであり、汎用のカーゴトラック型であるGS（General Service）を基本として、様々な派生車種が開発された。この中で、2.57m（101インチ）のホイールベースのシャーシをベースとして製造された砲兵トラクター型が、CMP FAT（Canadian Military Pattern Field Artillery Tractor）である。この車種も、CMPトラックと同様にフォードカナダ、GMシボレーカナダの両社で製造され、それぞれのメーカーではフォード FGT（Ford Gun Tractor）、シボレー CGT（Chevrolet Gun Tractor）と呼称された。CMPトラックは製造中にキャブのデザインが変更され、それぞれNo.11、No.12、No.13と呼ばれるが、この三種類のキャブはCMP FATでも同様に使用されている。これらのキャブを用いてそれぞれ製造されたFAT型の車体構造は計6タイプか存在して、それぞれFAT1からFAT6と呼ばれる。CMP FATはイギリス軍やイギリス連邦軍で、特にQF 25ポンド砲の牽引用途に多用された。
CMP FATの、CMPトラックとの相違点としては、野戦砲の敷設のための不整地踏破能力を高めるため、トラック型よりも大径のタイヤが装着されていることと、後部兵員室の屋根の上に25ポンド砲の砲架を搭載するため、屋根が後方に向かって傾斜していることなどが挙げられる。
CMP FATは第二次世界大戦後も1960年代頃までイギリス連邦各国で使用が続けられた。日本においても、終戦後にイギリス連邦軍が進駐軍として駐留した際にCMP FAT2が持ち込まれ、撤退時に日本政府に売却された車両が、東京と大阪の警察で特型警備車として1953年頃まで使用された。

## 形式
CMP FAT1
キャブと後部兵員室が一体化したタイプ。キャブNo.11が使用された。
CMP FAT2
キャブと後部兵員室が一体化したタイプで、兵員室の屋根の中央部がキャンバストップになっている。キャブNo.12が使用され、多数が生産された。
CMP FAT3
トラックタイプのキャブNo.13をそのまま使用した型で、後部兵員室はキャブと分離された。兵員室の屋根全体がキャンバストップになっており、生産数はごく少数である。
CMP FAT4
トラックタイプのキャブNo.13をそのまま使用した型で、後部兵員室はキャブと分離されており、FAT2と同じように、兵員室の屋根の中央部のみがキャンバストップ。この型も多く生産された。
CMP FAT5
第二次世界大戦後に、カナダ軍がFAT4をベースに改修した、寒冷地仕様型。
CMP FAT6
トラックタイプのキャブNo.13をそのまま使用した型で、後部兵員室の屋根が傾斜しておらず、全体をキャンバストップとした型。通常のカーゴトラック型（GS型）に似た形状になっている。

## 画像

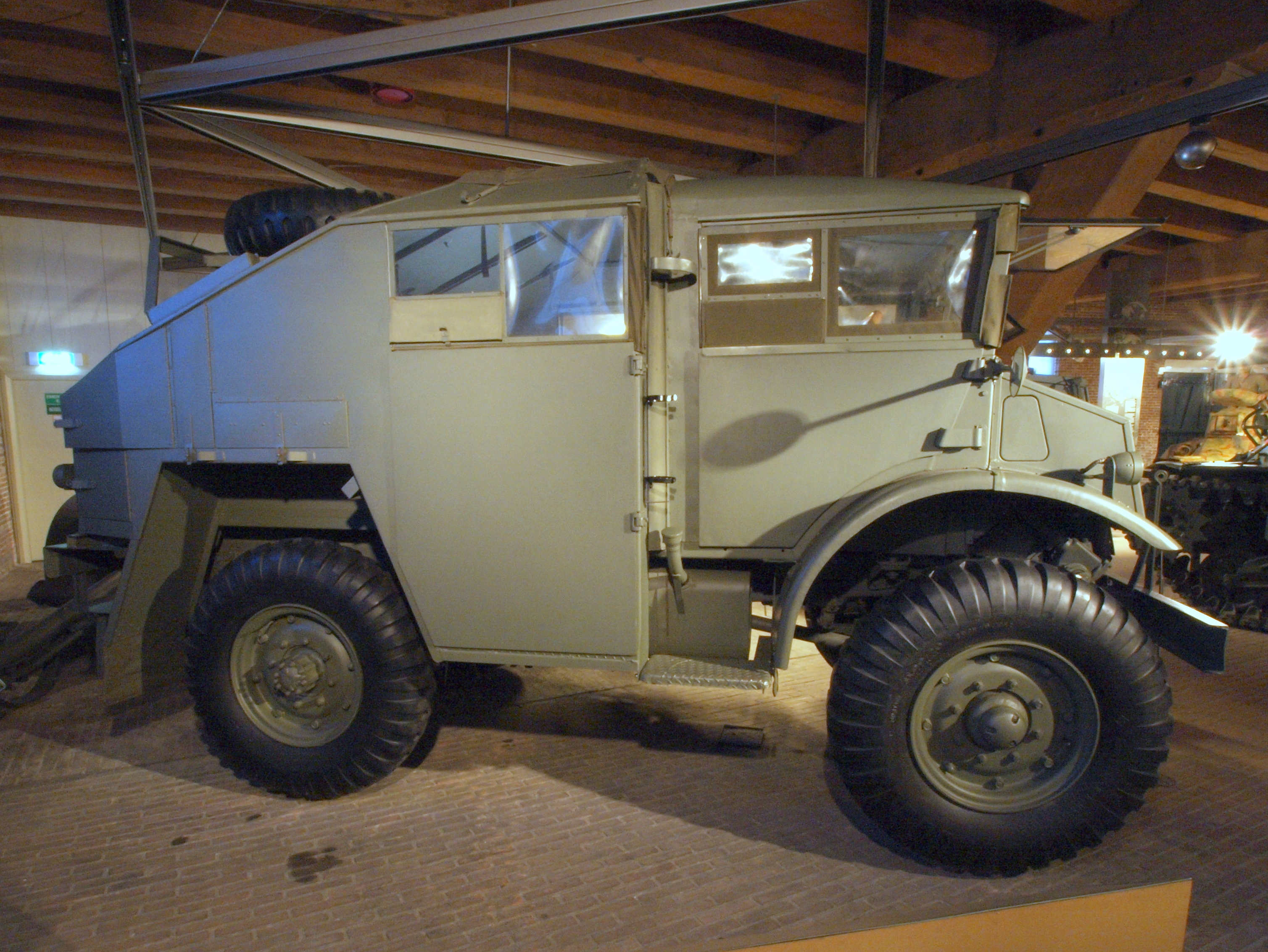
No.13キャブのCMP FAT4。
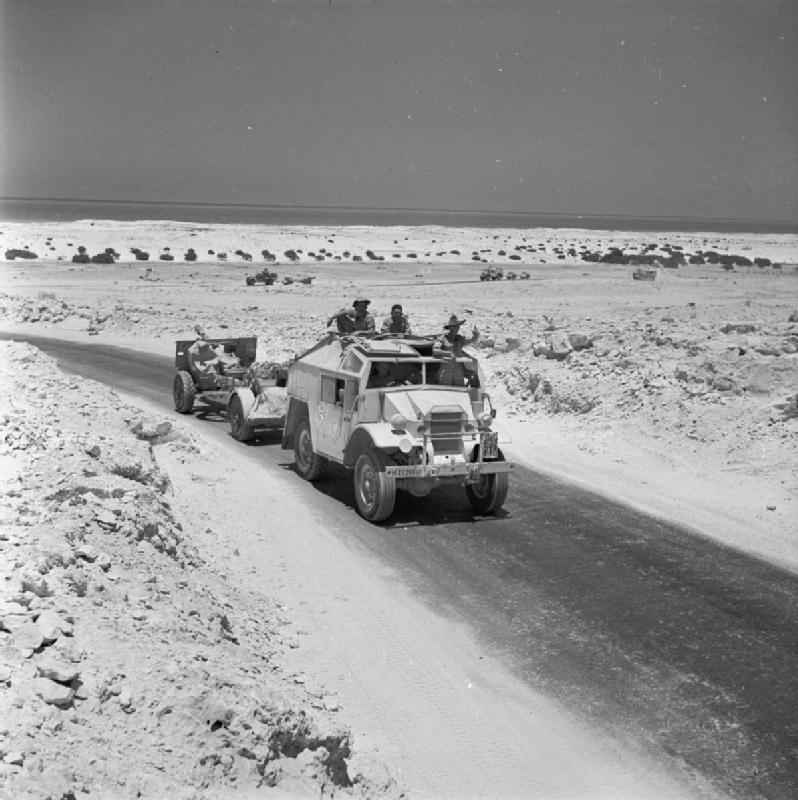
25ポンド砲を牽引する、No.12キャブのCMP FAT2。1942年、北アフリカ戦線。
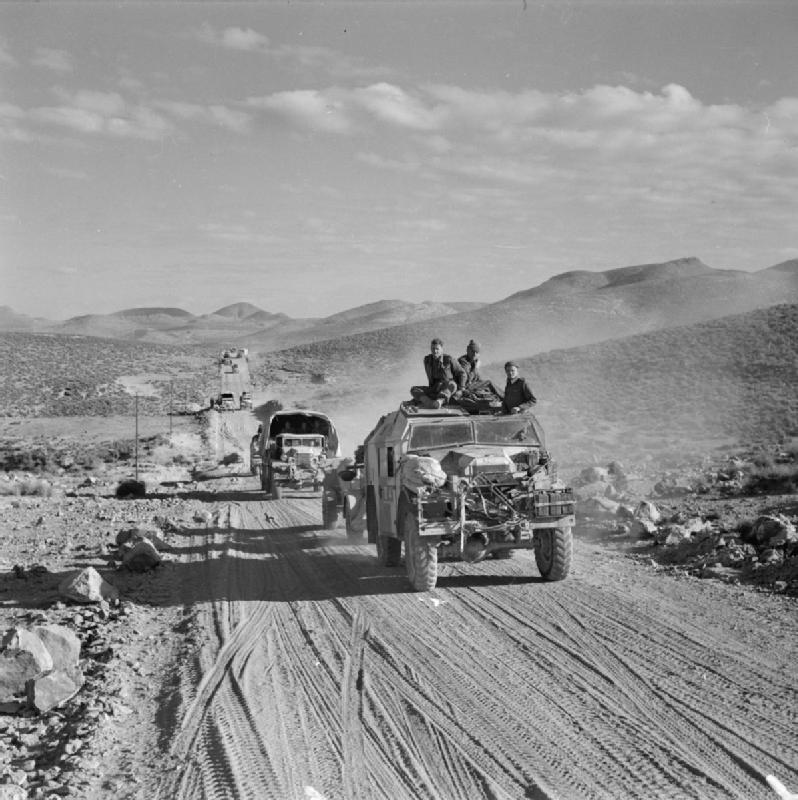
25ポンド砲を牽引する、No.12キャブのCMP FAT2。1943年、北アフリカ戦線。
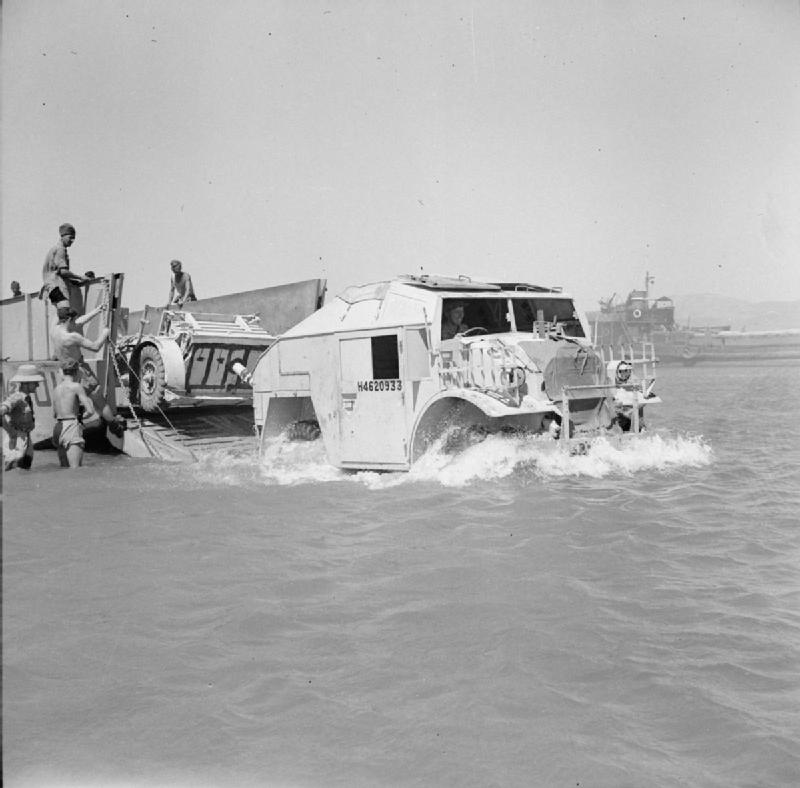
25ポンド砲を牽引する、No.12キャブのCMP FAT2。1943年、中東地域。

## 使用国
- イギリス
- カナダ
- オーストラリア
- 日本

## その他・関連作品
日本の模型メーカーである田宮模型から、"イギリス クォード・ガントラクター"という商品名の1/35スケールのプラモデルキットが発売されており、これは No.12キャブを装備した"CMP FAT2"を再現した模型である。また、1973年に日本の模型メーカーMAX模型が開発し（企画にはアニメ監督の大塚康生が監修している）、1976年からトミーから販売され、現在は金型がイタリアの模型メーカーであるイタレリに流れて、"シボレー・ガントラクター"の商品名で発売されている1/35スケールのプラモデルキットは、No.13キャブを装備した"CMP FAT4"を再現した模型である。